# Estação Itu (Companhia Ituana)
A Estação de Itu é a antiga estação ferroviária central do município de Itu, localizado no interior do estado de São Paulo.
Fez parte da Linha Tronco da Companhia Ituana de Estradas de Ferro e do Ramal de Campinas da E.F. Sorocabana.
Atualmente ela funciona aos finais de semana como estação de trens turísticos.

## História
A estação foi inaugurada em 17 de abril de 1873, sendo uma das primeiras da Companhia Ituana de Estradas de Ferro e um de seus terminais.
Cinco anos após a fusão entre a Companhia Ituana e a Estrada de Ferro Sorocabana (formando a Cia União Sorocabana e Ytuana), em 1897 deixou de ser terminal, quando da extensão da linha até Mairinque. Em 1914, a linha deixou de ser tronco, tornando-se o Ramal de Campinas da Sorocabana.
Recebeu passageiros até 1976 e carga até 1985, quando foi desativada em virtude da inauguração da retificação do trecho Salto-Pimenta-Itu, parte da Variante Boa Vista-Guaianã. Seus trilhos foram então arrancados e o prédio, abandonado, embora mantido em boas condições pela prefeitura, que lá instalou sua secretaria de turismo, ao menos até 2017. Foi tombada junto com o centro histórico da cidade em 2003 pelo CONDEPHAAT.
Em 2008, foi iniciada a reconstrução do trecho Itu-Salto da antiga Companhia Ituana, a fim de torná-lo leito de um novo trem turístico, denominado Trem Republicano. Após mais de quinze anos de obras, realizadas pelas prefeituras de Itu e Salto, com apoio do DNIT, o trem turístico foi inaugurado em 19 de dezembro de 2020, sendo operado desde então pela Serra Verde Express.
Em 2022, a Serra Verde Express inaugurou um restaurante, denominado "Stazione", dentro da estação.